# Black Pudding
Black Pudding je první společné studiové album hudebníků Marka Lanegana a Duke Garwooda. Vydáno bylo v květnu roku 2013 společnostmi Heavenly Recordings (UK) a Ipecac Recordings (USA). Již 20. dubna toho roku byl představen první a jediný singl z alba, píseň „Cold Molly“. Jeho nahrávání probíhalo ve studiu Pink Duck v kalifornském Burbanku, kde jej produkoval Justin Smith. Následné mixování měl na starosti Laneganův dlouholetý spolupracovník Alain Johannes.

## Seznam skladeb
1. Black Pudding – 2:54
2. Pentacostal – 3:59
3. War Memorial – 2:13
4. Mescalito – 6:18
5. Sphinx – 3:28
6. Last Rung – 1:56
7. Driver – 3:30
8. Death Rides a White Horse – 3:59
9. Thank You – 2:49
10. Cold Molly – 4:29
11. Shade of the Sun – 3:59
12. Manchester Special – 4:50

## Obsazení
- Mark Lanegan – zpěv
- Duke Garwood – různé nástroje
- Alain Johannes – kytara, klávesy